# Free Shopping Bus
 (juillet 2019).
Free Shopping Bus est une ligne de bus lancée par la ville de Bruxelles le 1er septembre 2017 à l'initiative de l'échevine Bruxelloise des affaires économiques en partenariat avec ING Belgique (Groupe ING), qui relie le haut au bas de la ville.

## Description
La première desserte a circulé entre le 1er septembre 2017 et le 26 mai 2018 à une fréquence d'un bus toutes les 15 minutes les vendredis et samedis de 11 h 00 à 18 h 00 ainsi que le premier dimanche du mois de 12 h à 18 h, il dessert 7 arrêts (Saint-Jacques, Dansaert, Rue Neuve, Grand-Place, Place Royale, Place Louise et Sablon),,,,,,,,.
Une deuxième desserte a lieu entre le 16 juillet 2018 et le 19 août 2018 entre le plateau du Heysel, la place Sainte-Catherine, la Gare Centrale et la Foire du midi. Les parcours sont effectués les après-midis, sauf le dimanche.

## Matériel
Bluebus de 6 mètres de long, successeur du Gruau Microbus, motorisé par un moteur électrique d'une autonomie de 120 km,,.